# Motore in linea a tre cilindri
Un motore in linea a tre cilindri, noto anche come tricilindrico in linea, è un motore a pistoni a combustione interna con tre cilindri disposti in linea retta o su un piano.

## Angolo dell'albero a gomito

Schema di funzionamento di un motore in linea a tre cilindri, con sequenza scoppi 1-3-2

In genere, i motori di questo tipo impiegano un angolo dell'albero a gomiti di 120° per ottenere una rotazione più bilanciata. Tuttavia, poiché i cilindri scoppiano in sequenza (1-2-3 o 1-3-2), gli impulsi di accensione hanno la tendenza ad indurre un movimento oscillante. L'uso di un contro albero di bilanciamento riduce questo effetto indesiderato .
Un primo esempio di motore a tre cilindri in linea con albero motore a 180° è quello montato sulla moto Laverda 1000 Jota. In questo caso, i pistoni esterni salgono e scendono insieme come se fossero su un motore bicilindrico. Il cilindro interno è sfalsato di 180° rispetto ai cilindri esterni. Il primo cilindro scoppia, poi dopo una rotazione di 180° dell'albero scoppia il secondo e poi dopo un'ulteriore rotazione di 180° dell'albero scoppia il terzo. Non vi è alcuno scoppio sulla successiva rotazione di 180°. Questa scelta insolita è riconducibile alla necessità della casa di razionalizzare la produzione, che fino allora era di soli motori bicilindrici con albero a 180°. Dopo il 1982, anche questa produzione adottò la più comune angolazione a 120°.

## Impiego automobilistico

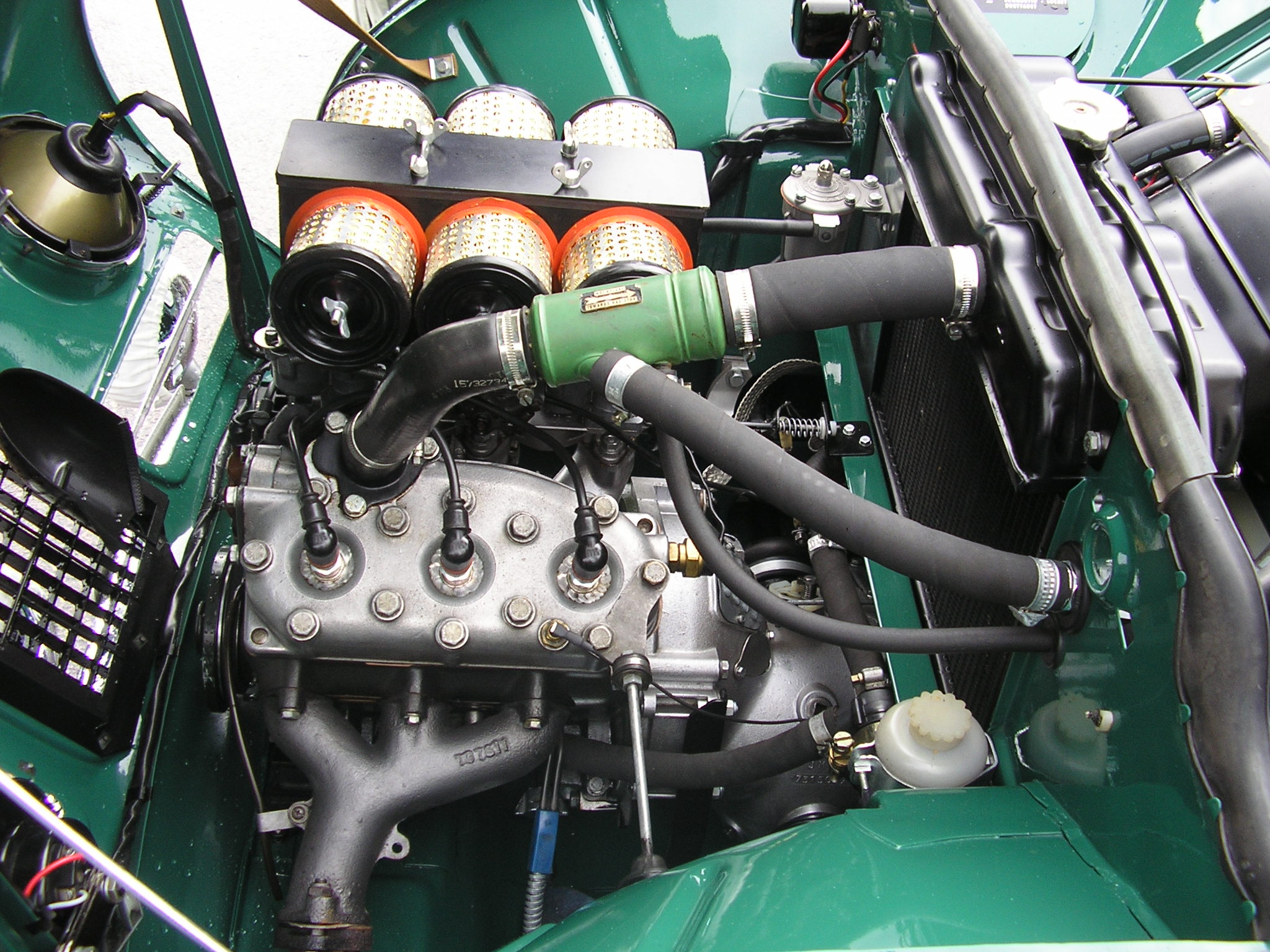
Una versione modificata di un motore a due tempi Saab tre cilindri linea

Il più piccolo motore tre cilindri in linea montato su un'automobile è stato il Suzuki F5A con cilindrata da 543 centimetri cubici, impiegato per la prima volta nel 1979 sulla Suzuki Alto. La Smart ha invece adottato il più piccolo motore diesel di questo tipo (799 centimetri cubici).
La maggior parte dei tre cilindri in linea sono di cilindrata inferiore ai 1,2 litri. Il motore a benzina più grande è il BMW B38 da 1.499 centimetri cubici prodotto dalla BMW mentre è di 1.779 centimetri cubici il più grande motore diesel a tre cilindri automobilistico, prodotto dalla VM Motori per l'Alfa Romeo 33 1.8 TD nel 1984. I Detroit Diesel Serie 71 e Serie 53 sono i maggiori motori tricilindrici diesel per camion e trattori agricoli.
Negli anni 1950 e 1960, le Saab 93, Saab 95, Saab 96, e alcune automobili DKW sono state spinte da motori in linea tre cilindri a due tempi. Inoltre, le automobili Wartburg prodotte in Germania orientale, e FSO Syrena fabbricate in Polonia, hanno usato questo tipo di motore.
La prima generazione della Honda Insight (2000 -2006) ha utilizzato un sistema ibrido con motore a tre cilindri in linea 1.000 cc in combinazione con un motore elettrico.

## Impiego motociclistico

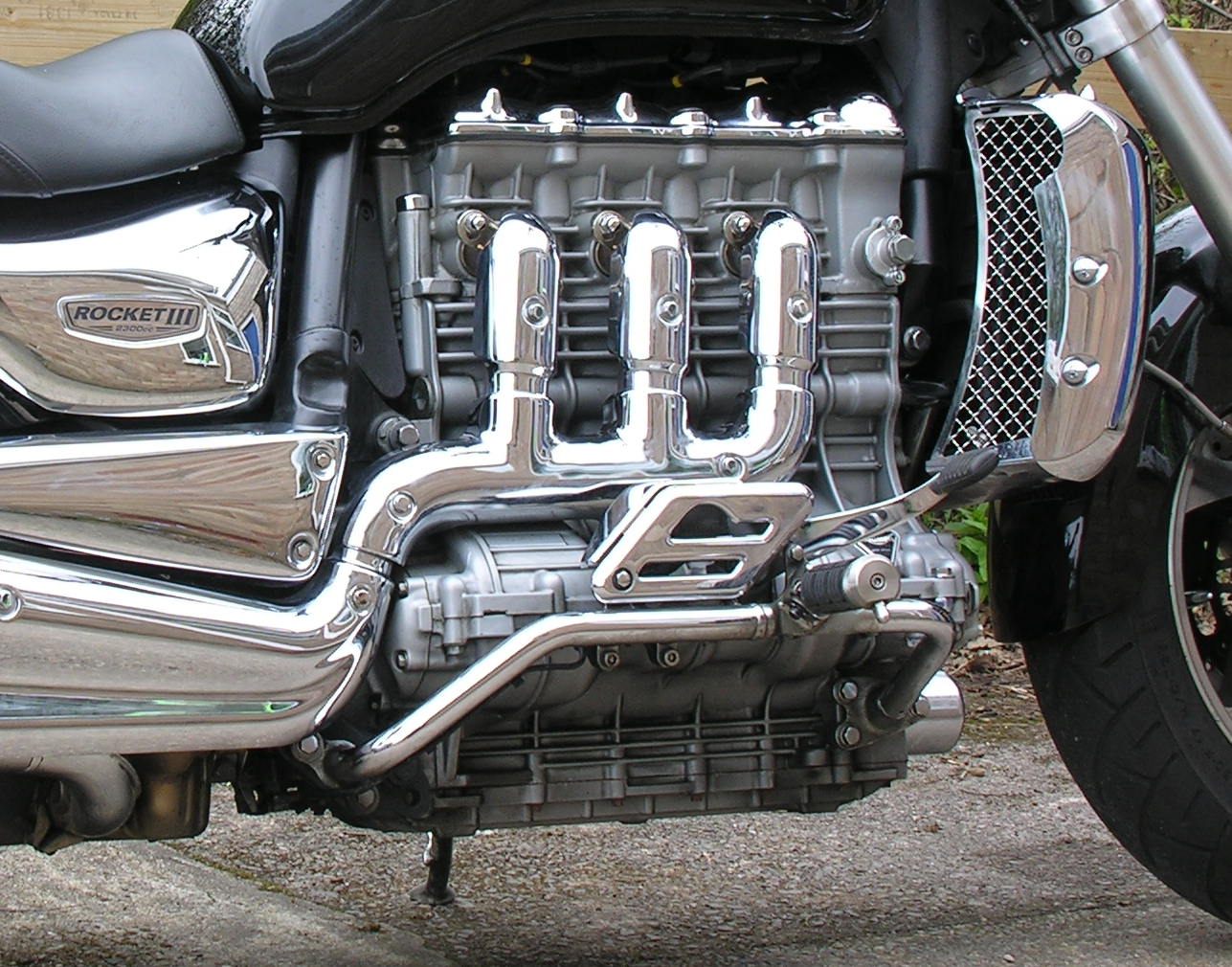
Il motore da 2300 cc usato dalla Triumph Rocket III

Per i motocicli, il motore a tre cilindri in linea è considerato un buon compromesso fra i motori a quattro e due cilindri in quanto è più compatto dei primi e produce meno vibrazioni dei secondi .

### Quattro tempi
I motori con tre cilindri a 4 tempi sono stati prodotti per moto stradali e da competizione da: Aprilia, Laverda, Triumph, Yamaha, BMW, Benelli, Petronas, MV Agusta, e BSA. La Triumph Rocket III, monta un motore dalla considerevole cilindrata da 2.294 cc, ma la stessa azienda ha prodotto un notevole numero di altri motori in linea a tre cilindri, fra i quali quello per la Daytona 955i (il primo a iniezione). Le moto attualmente in produzione con motori a tre cilindri in linea sono:
- MV Agusta: F3 675, F3 800, Brutale 675, Brutale 800, Rivale 800, 800 Street
- Triumph: Trident 660, Daytona 675, Street Triple, Speed Triple, Rocket III, Tiger (Sport, Explorer 800, Explorer 1200)
- Yamaha: MT-09 / FZ-09, Tracer 900, Tracer 900GT
- Benelli: TNT899, TNT 1130 R, TNT 1130 K, TNT 1130 K Amazonas

Laverda 1200 ts 1000jota 

### Due tempi

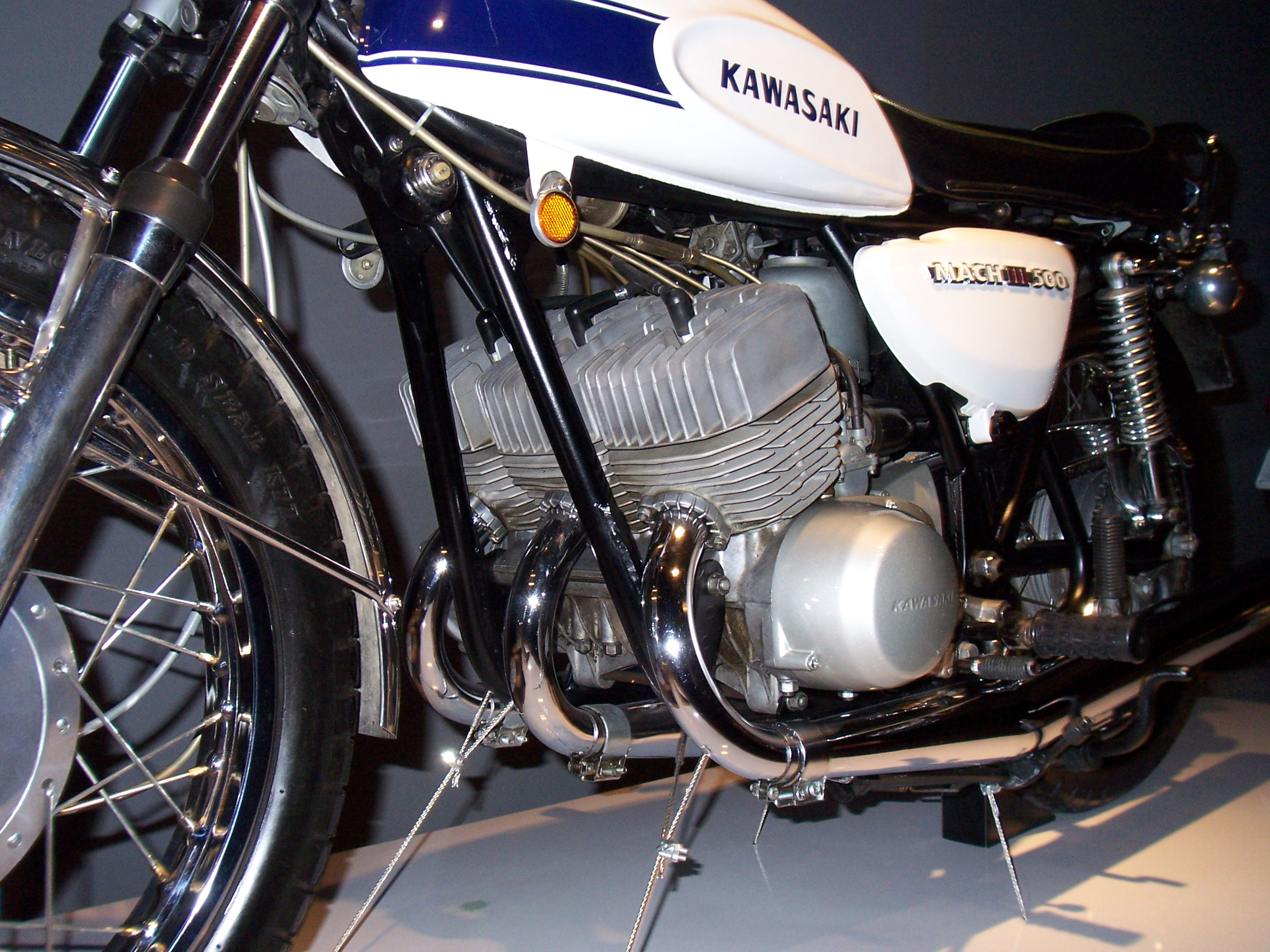
Kawasaki H1 Mach III

A seguito di uno studio comparativo tra i motori in linea e i motori "a L", realizzato dalla Facoltà di Ingegneria della Università di Osaka, la Kawasaki Motors ha deciso di sviluppare una gamma di motori tricilindrici in linea a due tempi ad alte prestazioni. Tra il 1969 e il 1978, la società ha prodotto motori tricilindrici in linea raffreddati ad aria di cilindrata da 250 cc, 350 cc, 400 cc, 500 cc e 750 cc e modelli da corsa raffreddati sia ad aria che a liquido da 500 cc come la H1-R e H2-R ,e da 750 cc come la KR750.
Tra il 1972 e il 1977, la Suzuki ha prodotto tre serie di motori a due tempi: la GT380 raffreddata ad aria, la GT550 e la GT750 raffreddate ad acqua. Dall'ultima fu sviluppata la TR750 da corsa.
La prima 500 2 tempi della Honda, la Honda NS 500 vincitrice del titolo 1983, era tre cilindri ad V, come la sua "controparte" stradale la Honda NS 400. 

## Impiego non automobilistico

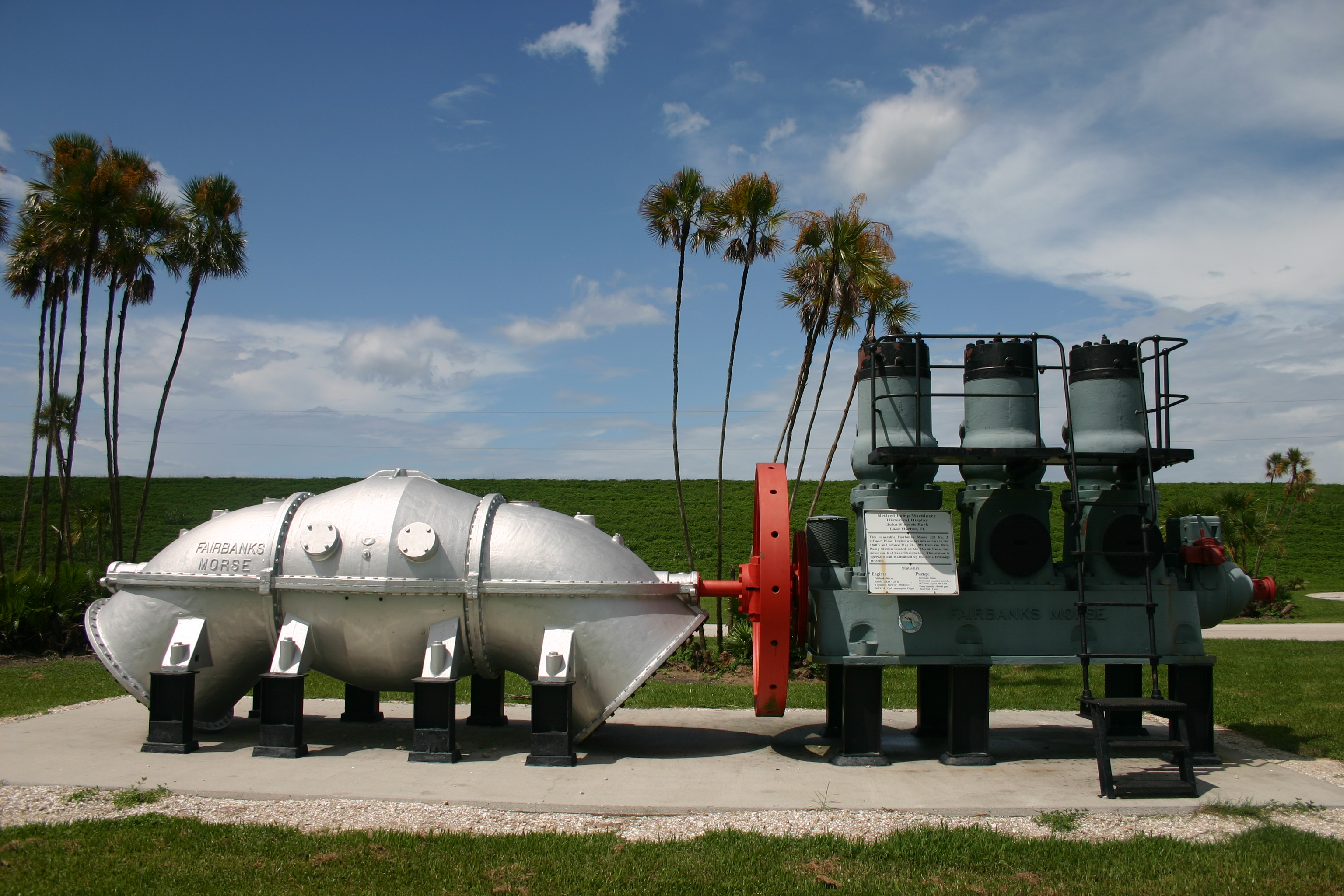
Pompa diesel Fairbanks-Morse

I motori a tre cilindri in linea non sono stati usati solo come propulsori per i veicoli. Essi sono utilizzati anche in applicazioni industriali. Un esempio è il motore diesel 32E14 a bassa velocità Fairbanks-Morse applicato a una pompa d'acqua.

### Impiego agricolo
Motori tre cilindri in linea sono comuni sui trattori diesel, così come su altre macchine agricole. Quasi tutti i costruttori di trattori diesel hanno prodotto modelli con motori a tre cilindri. Forse l'esempio più noto è il Perkins AD3.152 che è stato utilizzato dalla Massey Ferguson per 35 modelli di trattori, nonché per il Fordson Dexta e altri. Questo motore è stato utilizzato anche per applicazioni stazionarie e marine. Altri produttori includono Nuffield (BMC), Bolinder-Munktell / Volvo BM, International Harvester, John Deere, Deutz-Fahr, Ford.

### Impiego in aviazione

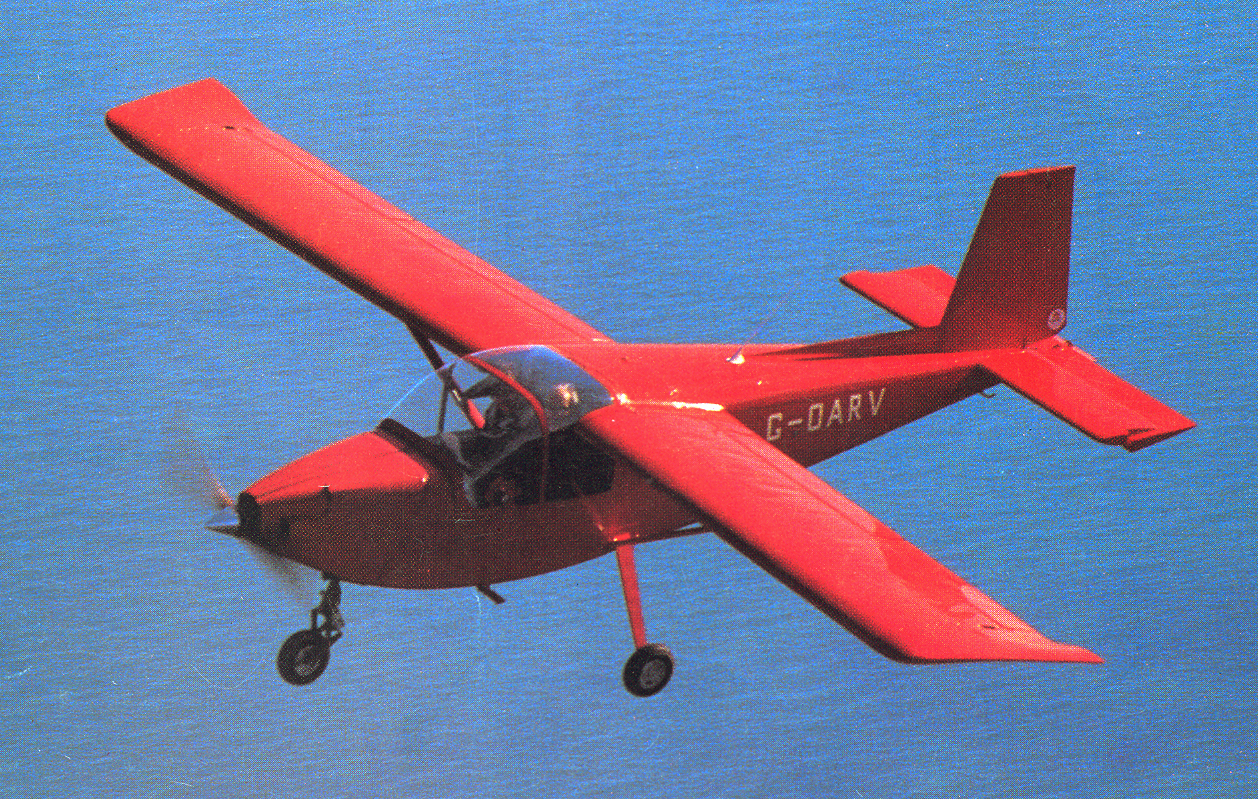
ARV Super 2

Il Hewland AE75 è un motore per aerei leggeri a tre cilindri in linea da 750 cc a due tempi raffreddato a liquido con potenza di 75 CV (56 kW), realizzato a metà degli anni 80 dalla Hewland per gli aerei ARV Super 2.